# Document únic administratiu
El Document Únic Administratiu (DUA) és el document utilitzat per al compliment de les formalitats duaneres necessàries en les operacions d'intercanvi de mercaderies de la Unió Europea amb països tercers. Així mateix, serveix per a la declaració tributària derivada d'aquestes operacions i constitueix un suport d'informació sobre la mercaderia, el seu origen, etc.

## Operacions
El DUA és un document del qual l'administració tributària obté informació per dur a terme els tràmits duaners pertinents (administratius, fiscals i de control) i, elaborar les estadístiques d'importació i exportació. Les operacions que pot recollir aquesta declaració duanera es desglossen en els grups següents:
1. Mercaderia no comunitària: 
  - Per al despatx a lliure pràctica o a consum.
  - Per a l'admissió a qualsevol altre règim duaner (dipòsits duaners, perfeccionament actiu, etc.) inclòs els règims de trànsit comunitari intern i extern.
  - Per a la reexportació fora del territori duaner de la Unió Europea.
2. Mercaderia comunitària: 
  - Per a l'exportació.
  - Per a emparar la circulació pel territori duaner comunitari de mercaderies prèviament despatxades a exportació en un estat membre diferent de l'estat membre de sortida efectiva.
3. Operacions intracomunitàries d'entrada i sortida de mercaderies a les illes Canàries.
4. Mercaderies de qualsevol procedència que es despatxen a importació o exportació a Ceuta i Melilla.
5. En aquells altres casos en què estigui disposat expressament per una normativa comunitària.

## Tramitació
El DUA consta de nou exemplars, i normalment és l'agent de duanes l'encarregat d'emplenar-lo segons les dades facilitades per l'exportador o l'importador. Els exemplars principals del DUA són:
- Exemplar 1 i 6: per al país d'exportació o d'importació
- Exemplar 2 i 7: per a ús estadístic pel país d'exportació o d'importació.
- Exemplar 3 i 8: per a l'exportador o importador.
- Exemplar 5: per al règim de trànsit comunitari.
- Exemplar 9: com a resguard.

La declaració duanera pot ser presentada de dues maneres; en suport paper o per procediments informàtics (declaracions via EDI - intercanvi electrònic de dades). El DUA es tramita a les duanes de sortida o d'entrada de la Unió Europea. Al territori estadístic espanyol l'organisme competent és el Departament de Duanes i Impostos Especials de l'Agència Estatal de l'Administració Tributària.